# Thermochrous
Thermochrous is een geslacht van vlinders van de familie Himantopteridae.

## Soorten
- T. exigua Talbot, 1932
- T. fumicincta Hampson, 1910
- T. marginata Talbot, 1929
- T. melanoneura Hampson, 1920
- T. neurophaea Hering, 1928
- T. stenocraspis Hampson, 1910
- T. succisa Hering, 1937